# بول هارتمان
بول هارتمان (بالدنماركية: Poul Hartmann)‏ هو موجه قوارب ‏ دنماركي، ولد في 1 مايو 1878 في Nykøbing Falster ‏ في الدنمارك، وتوفي بنفس المكان في 29 يونيو 1969.

## وصلات خارجية
- بول هارتمان على موقع الاتحاد الدولي للتجديف (الإنجليزية)
- بول هارتمان على موقع أوليمبيديا (الإنجليزية)